# アックルシウス

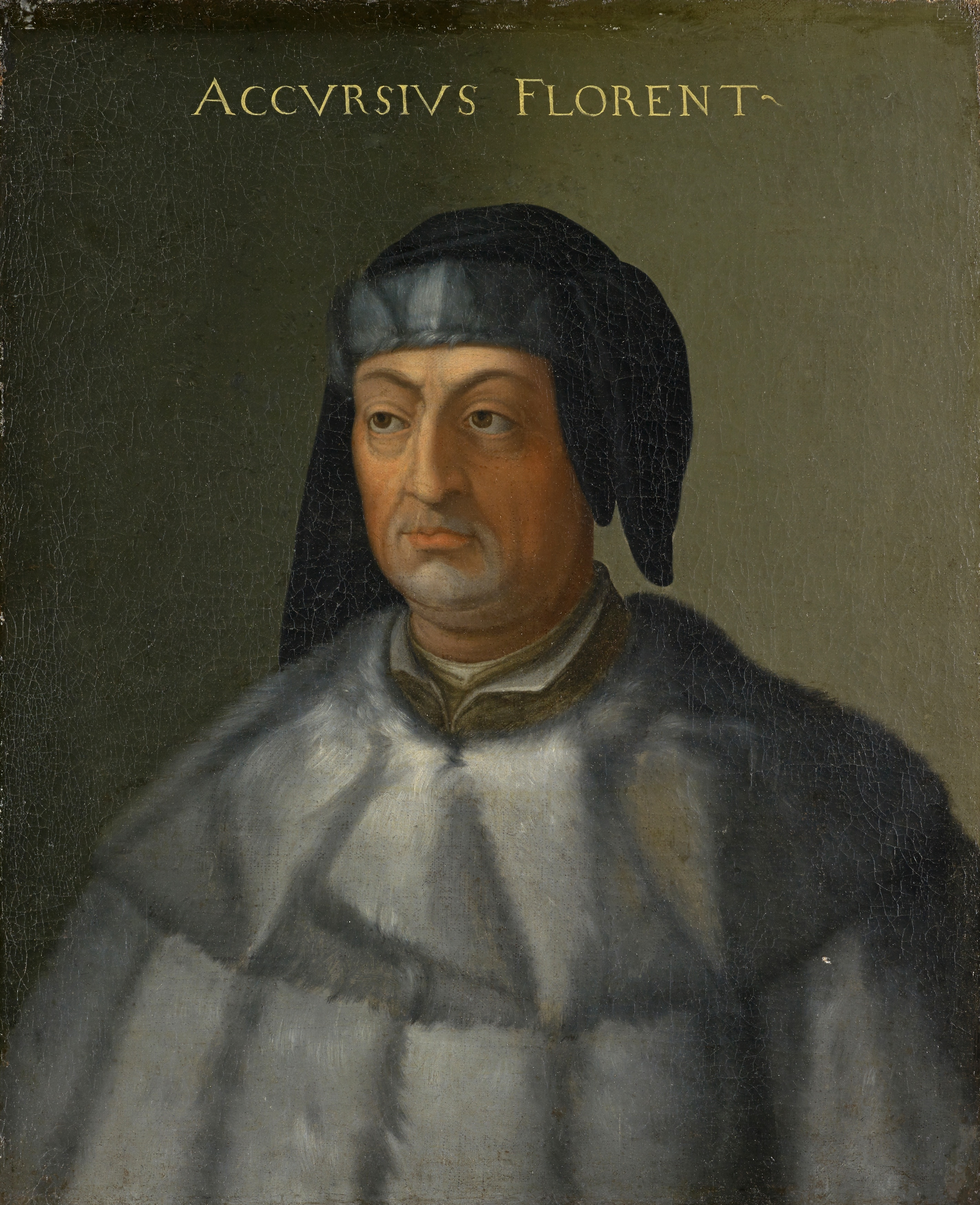
アックルシウス（クリストファーノ・デル・アルティッシモ画）

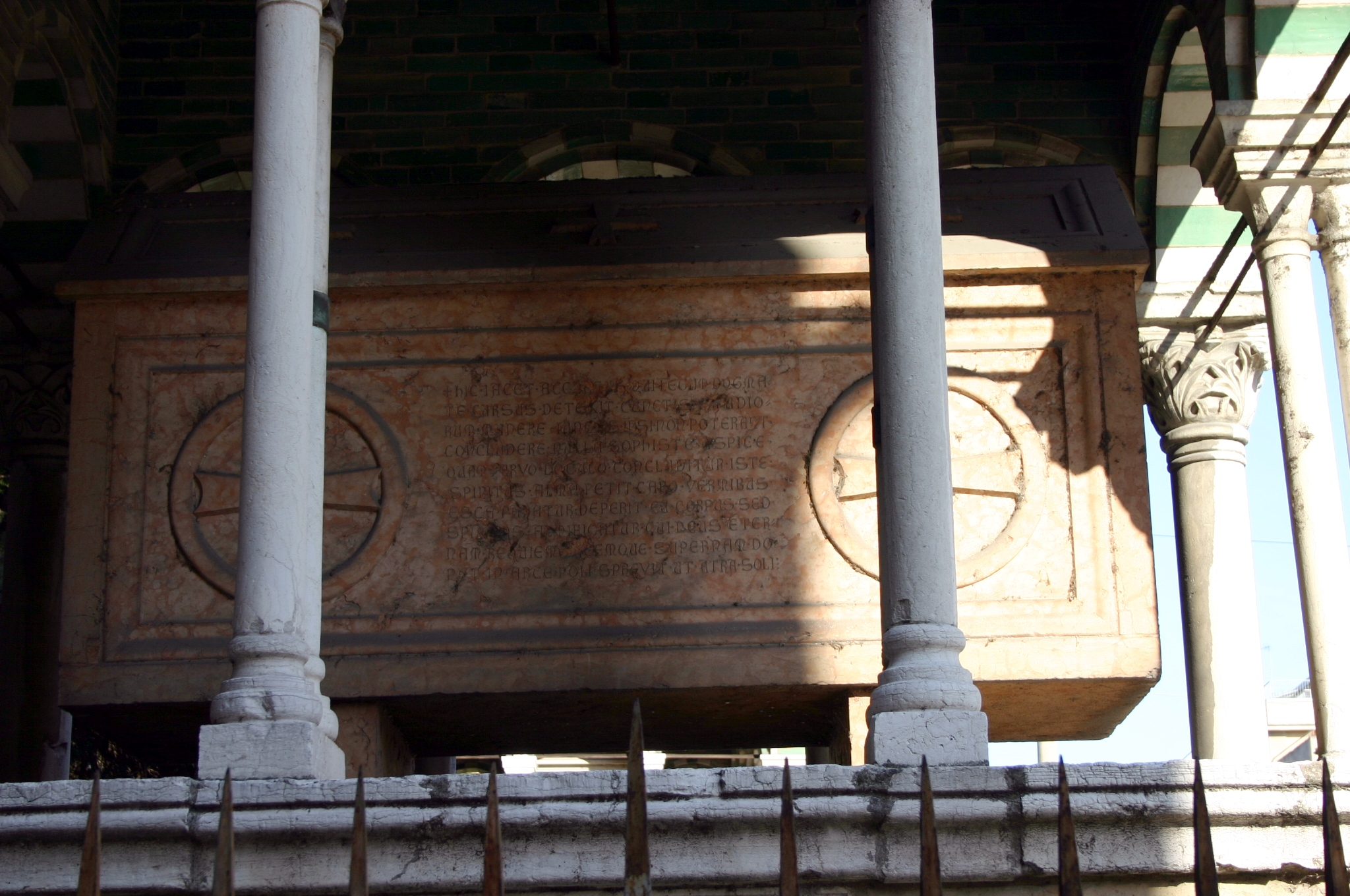
イタリアのボローニャにあるアックルシウスと息子のフランシスカス・アックルシウスの墓

アックルシウス（Accursius、伊: Accursio または Accorso di Bagnolo、1182年ごろ - 1263年）はイタリア人法学者である。東ローマ帝国 ユスティニアヌス王朝の第2代皇帝であるユスティニアヌス1世がローマ法を成文化した中世の解説書『ローマ法大全』の註釈を編成したことで注目されている。古典に堪能な訳ではなかったものの、「法学者の偶像（the Idol of the Jurisconsults）」と呼ばれていた。

## 経歴
イタリアのトスカーナ州 フィレンツェ県 フィレンツェ近くのインプルネータで生まれる。法学者のアゾレナスの門下生であった彼は始めに故郷で法律を学んだ上で、その後になって教師として成功を収めたボローニャの教授に任命された。数万件に及ぶ意見をひとつに纏め、『ローマ法大全』における規約（Code）である法学提要や学説彙纂について意見を述べたりした。アックルシウスはこれらの解説に関する様々な先行註釈の中から調和および一貫した註釈集を編纂した。すぐに『標準註釈』または『magistralis』と題され、通常は『偉大なる註釈集』として世に知られるようになったこの編纂物は基本的に1230年ごろに完成を見たのである。アックルシウスがこの作業に従事している間、ボローニャのもう一人の弁護士であるオドフレーダスが類似した仕事を計画し始めていると聞きつけ、体調不良のふりをしつつも公開講義を一時中断して閉じこもり、できる限り迅速にこの構想を完遂させたと伝わる。
13世紀半ば以降、この『註釈集』は『法典』のあらゆる解釈に向けての出発点となるまでに発展していった。この『註釈集』の権威はアックルシウスが徹底的に民法を取り上げ、先人達とは異なりその問題点を指摘するだけでなく、問題点の解決策も提示したおかげであると思われる。実際において、現代の研究ではアックルシウスの作品には10万近くの註釈が含まれていることが判明している。最も優れた版は1589年にフランスのリヨンで出版されたデニス・ゴドフロアが手がけた2つ折り7巻本版である。
註釈学派としての仕事だけでなく、法律顧問としてもとても有益な仕事をこなしていたようだ。
晩年はボローニャに住みながら教鞭をとっていたが1263年に亡くなった。彼の死後、イタリアの法律学が衰退に陥ったことが認められている。

## 家族
4人いる息子のうち、セルボタス、ギヨームス、そして著名なフランシスカスの3人も法学者である。フランシスカスは父とともに聖フランチェスコ大聖堂近くの通りに並ぶ円弧のひとつに埋葬されている。

## 評価
『最高傑作』に相応しく、アックルシウスは自身とすぐ後の時代の法律家達から最も偉大な註釈学派の法学者であると絶賛された上に、法学者の偶像と呼ばれたほどである。しかし、後世の法律家達は彼の功績を低く評価するようになる。遂には『ガルガンチュワとパンタグリュエル』の著者であるフランソワ・ラブレーを始めとする16世紀の人文主義者がアックルシウスの『註釈集』を論争的に批判する事態になった。
のちにマッジョーレ広場にあるアックルシウスの壮麗な邸宅はアックルシオ宮殿、または公会堂へと拡張された。

アックルシウスの註釈におけるルネサンス時代の版
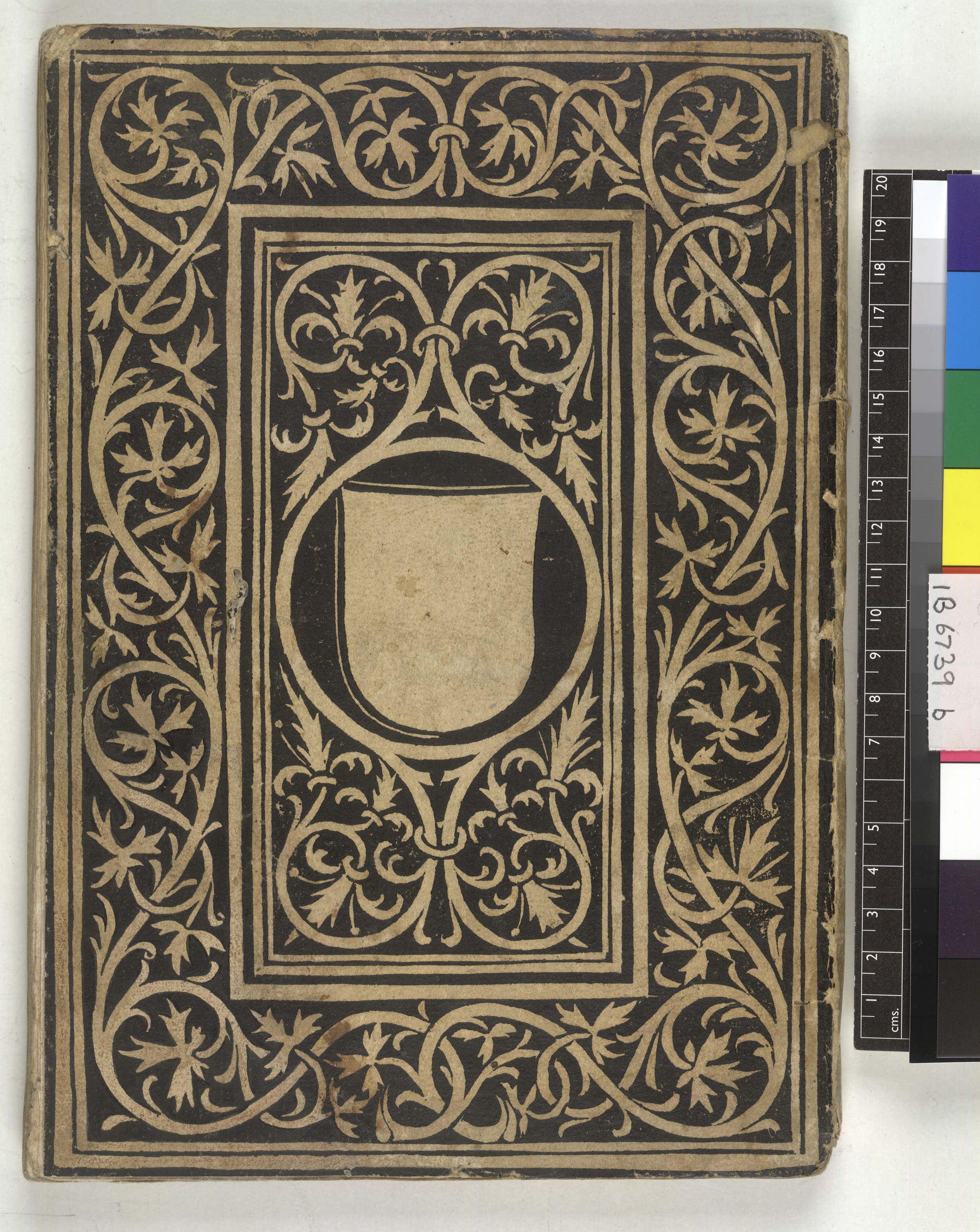
アックルシウスの『標準註釈』
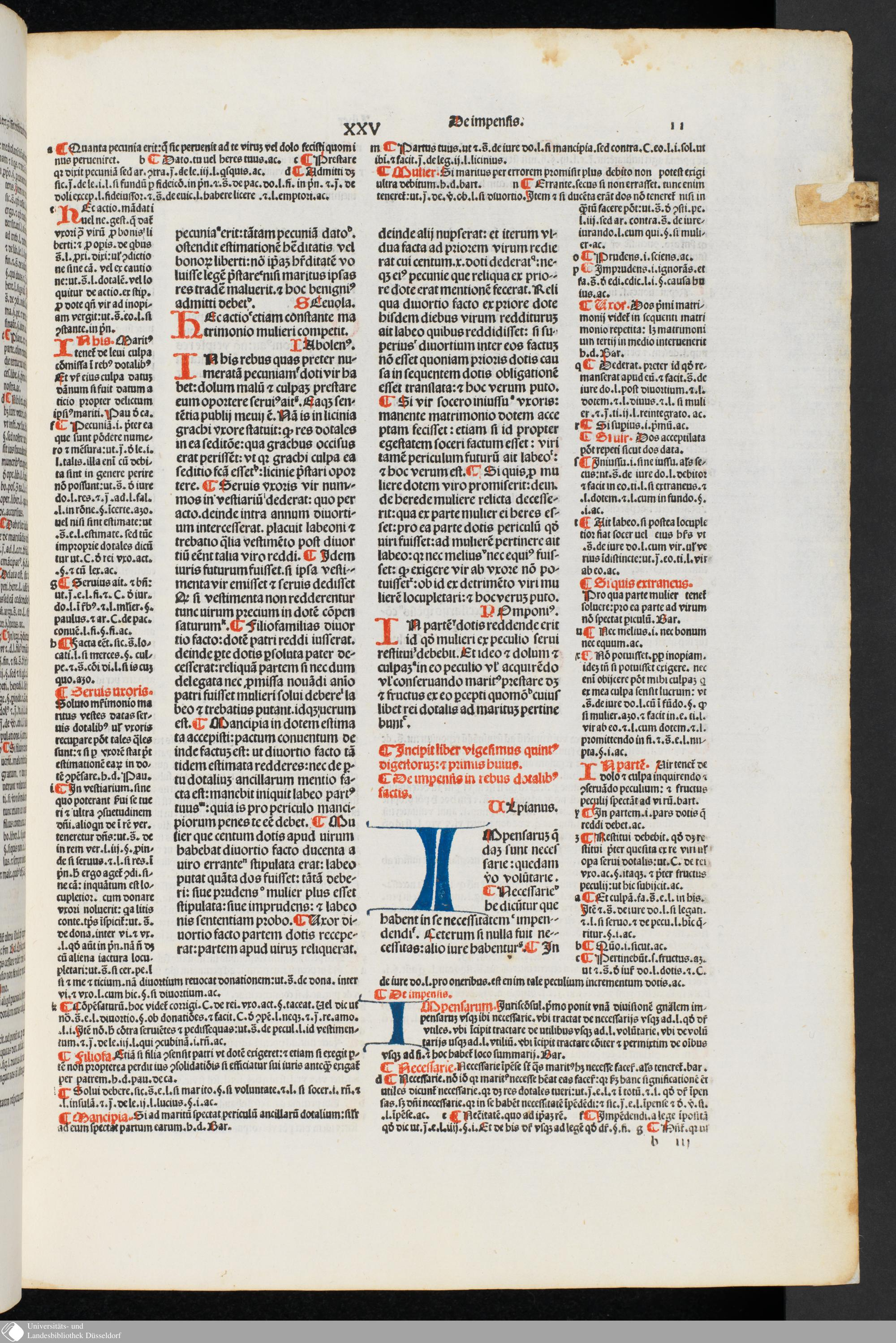
アックルシウスによる『標準註釈』付きの『ローマ大全』（ユスティニアヌス文書）
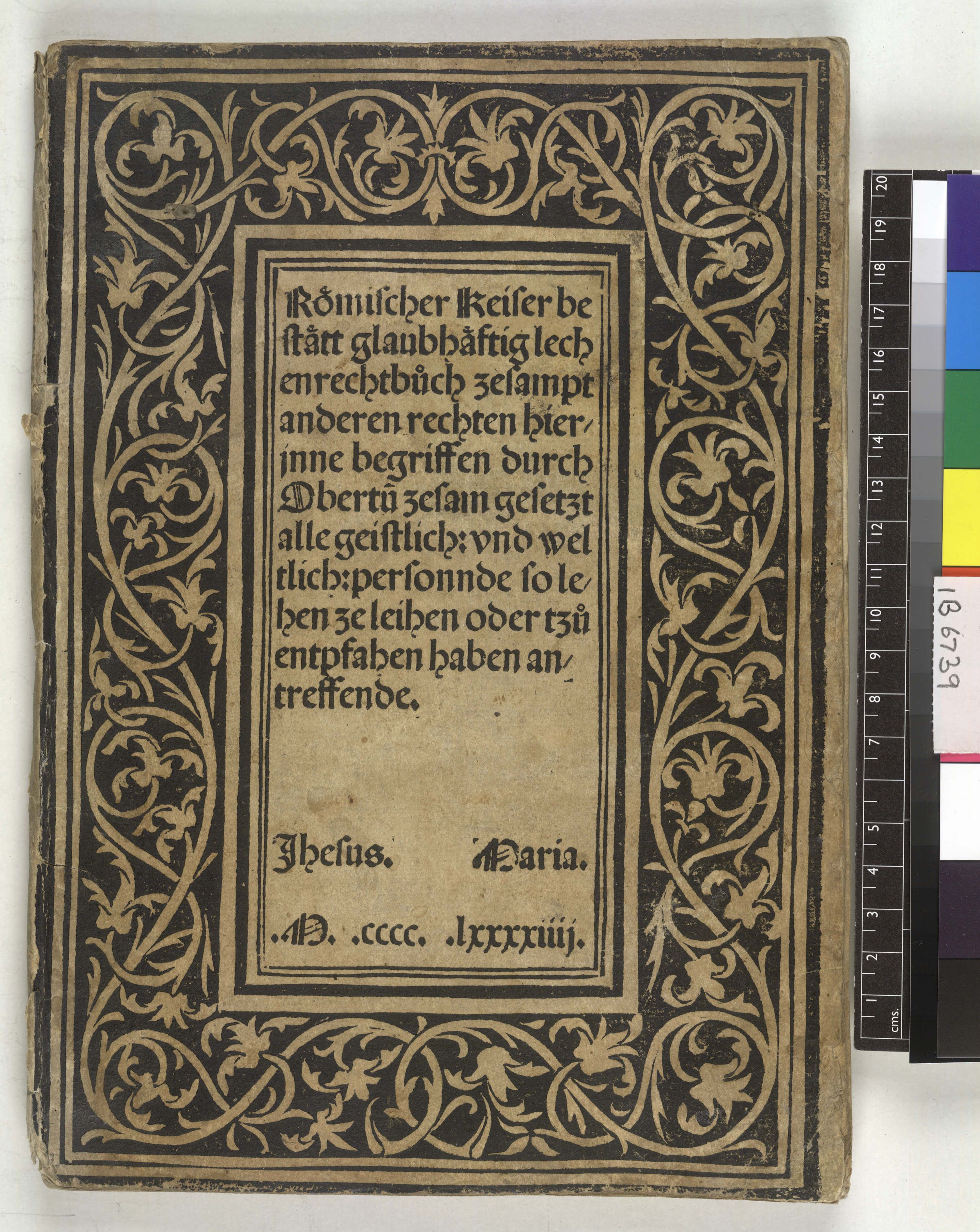
アックルシウスによる『リブレ・フェドラム』
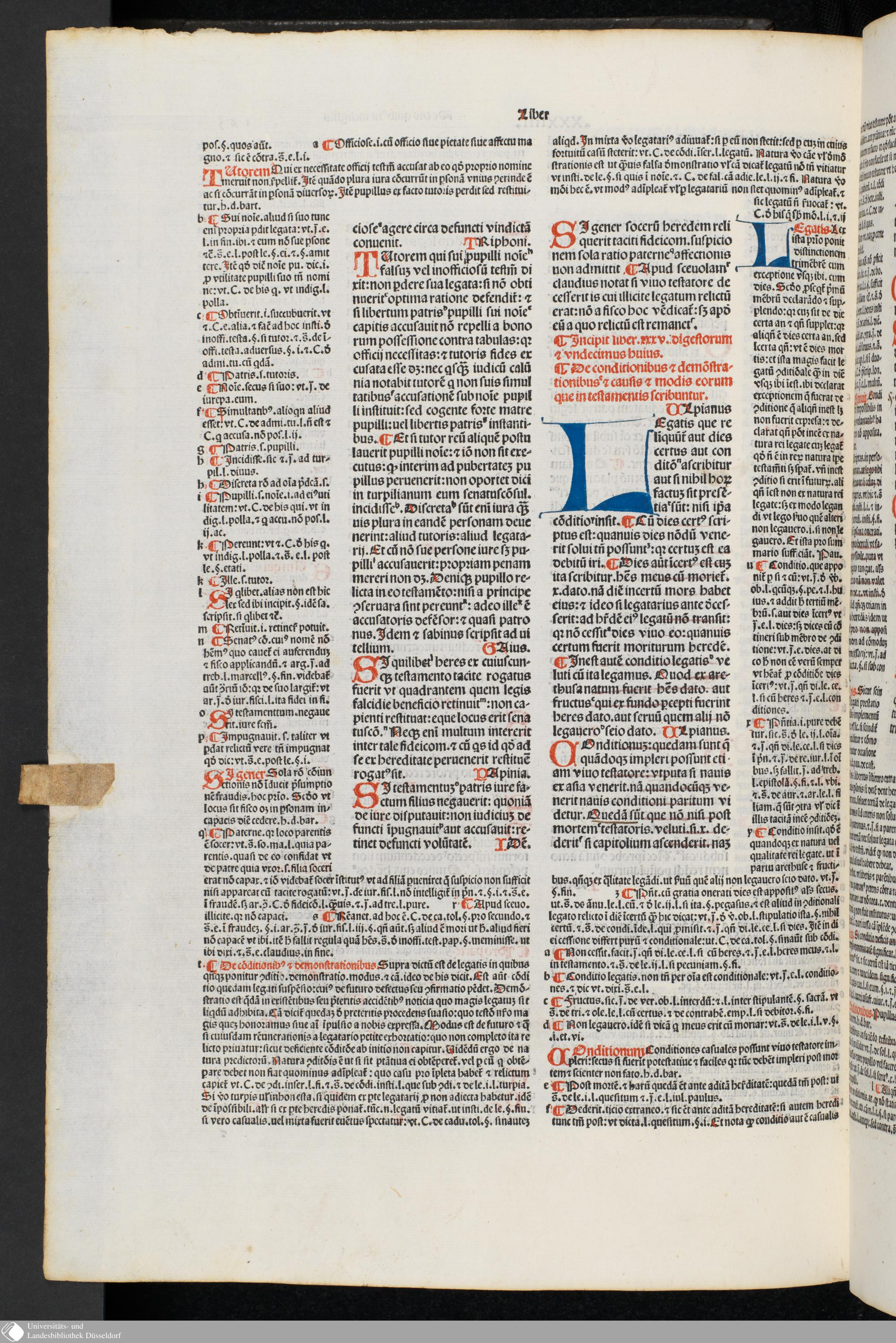
アックルシウスによる『学説彙纂インフォティアトゥム』
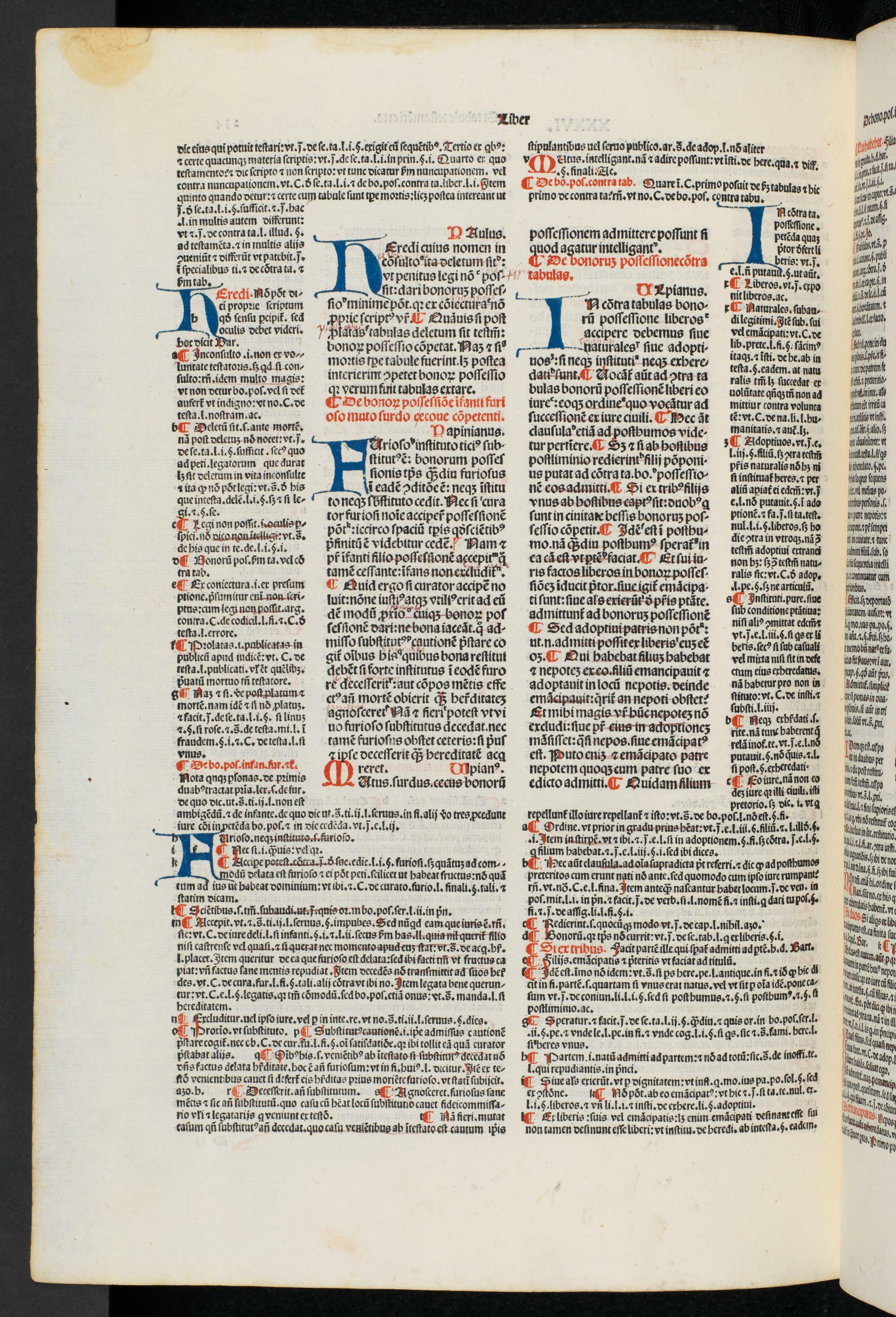
アックルシウスによる『標準註釈』付きの『学説彙纂インフォティアトゥム』
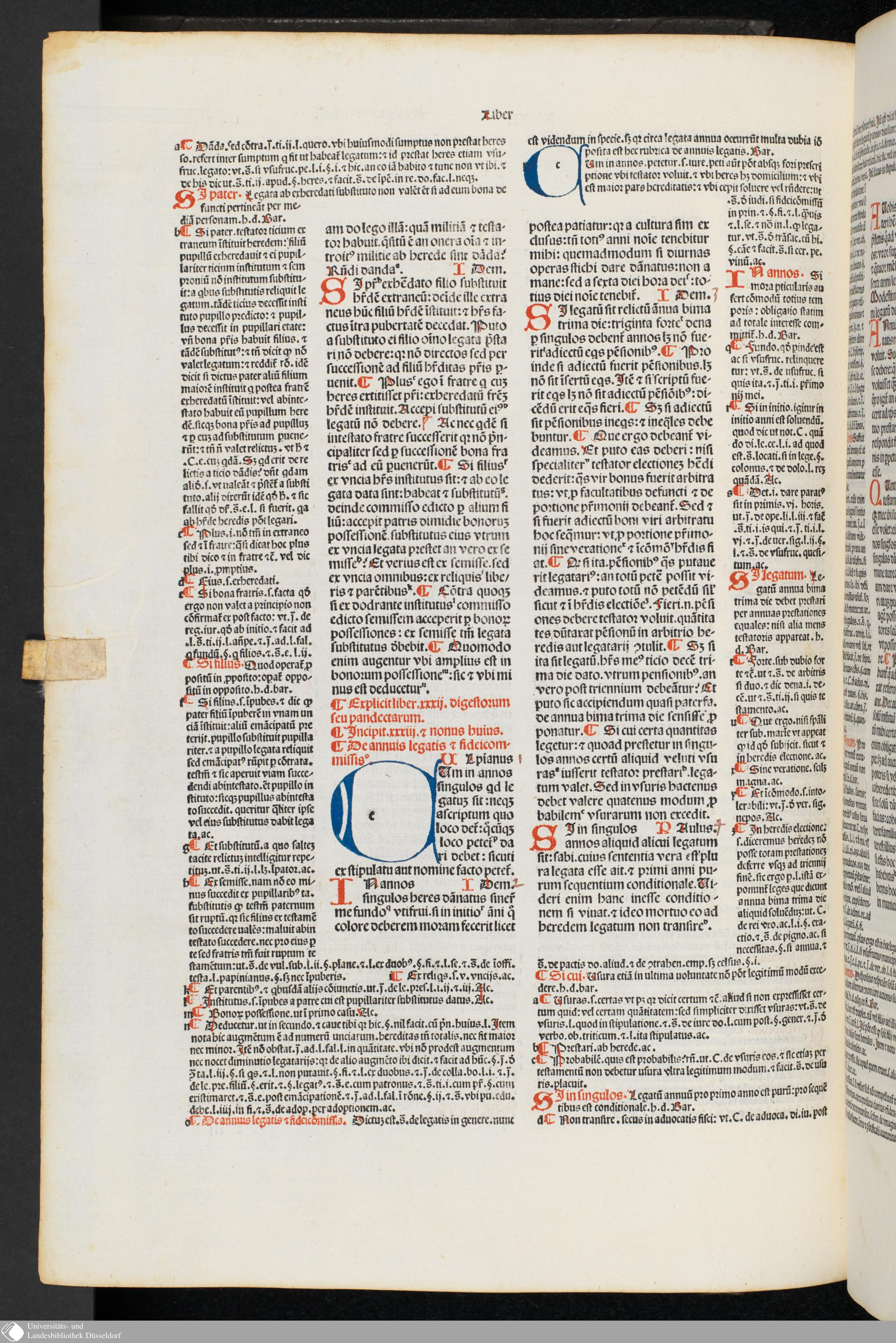
アックルシウスによる『註釈集』付きの『学説彙纂』（1495年版）
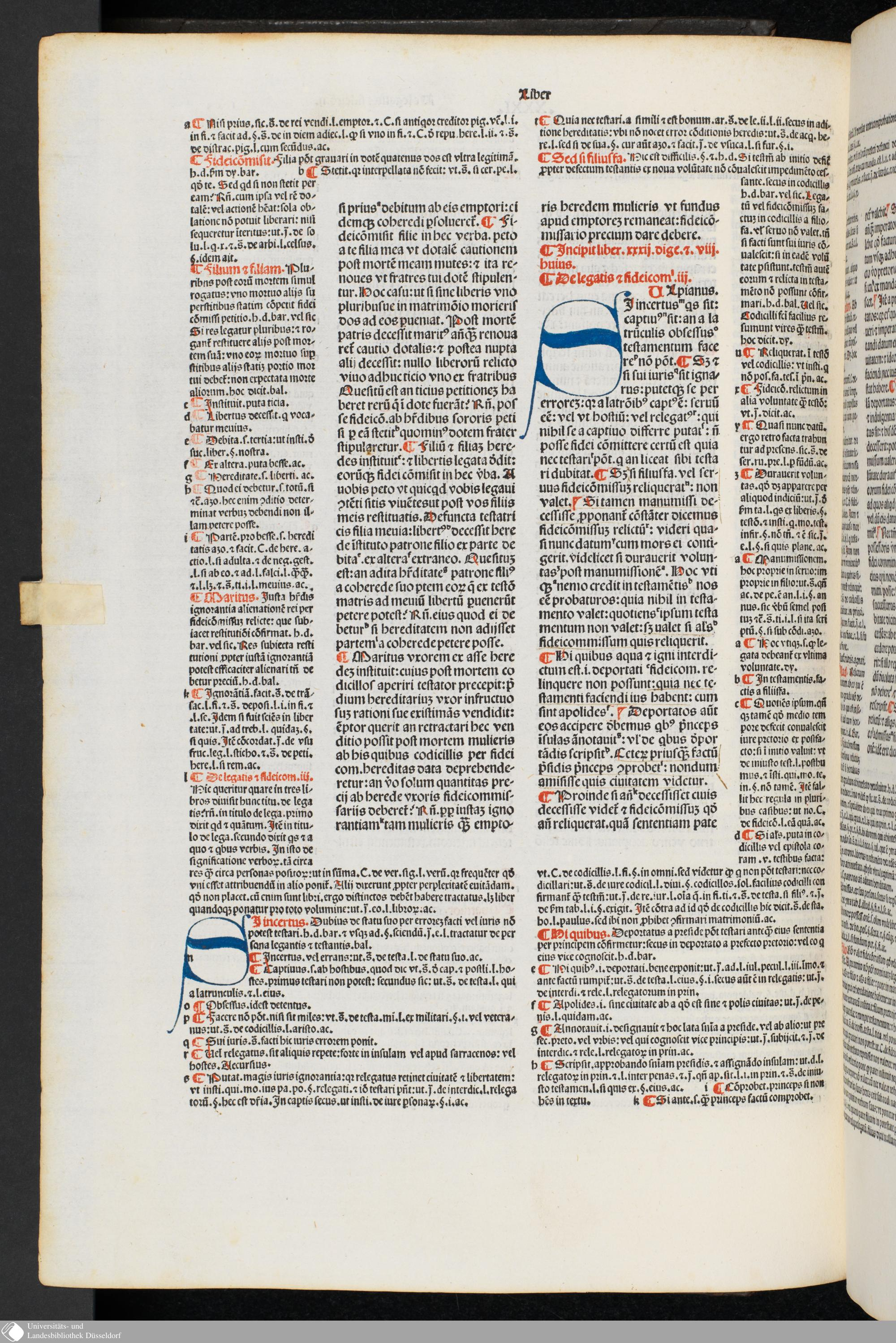
アックルシウスによる『註釈集』付きの『学説彙纂』（1495年版）
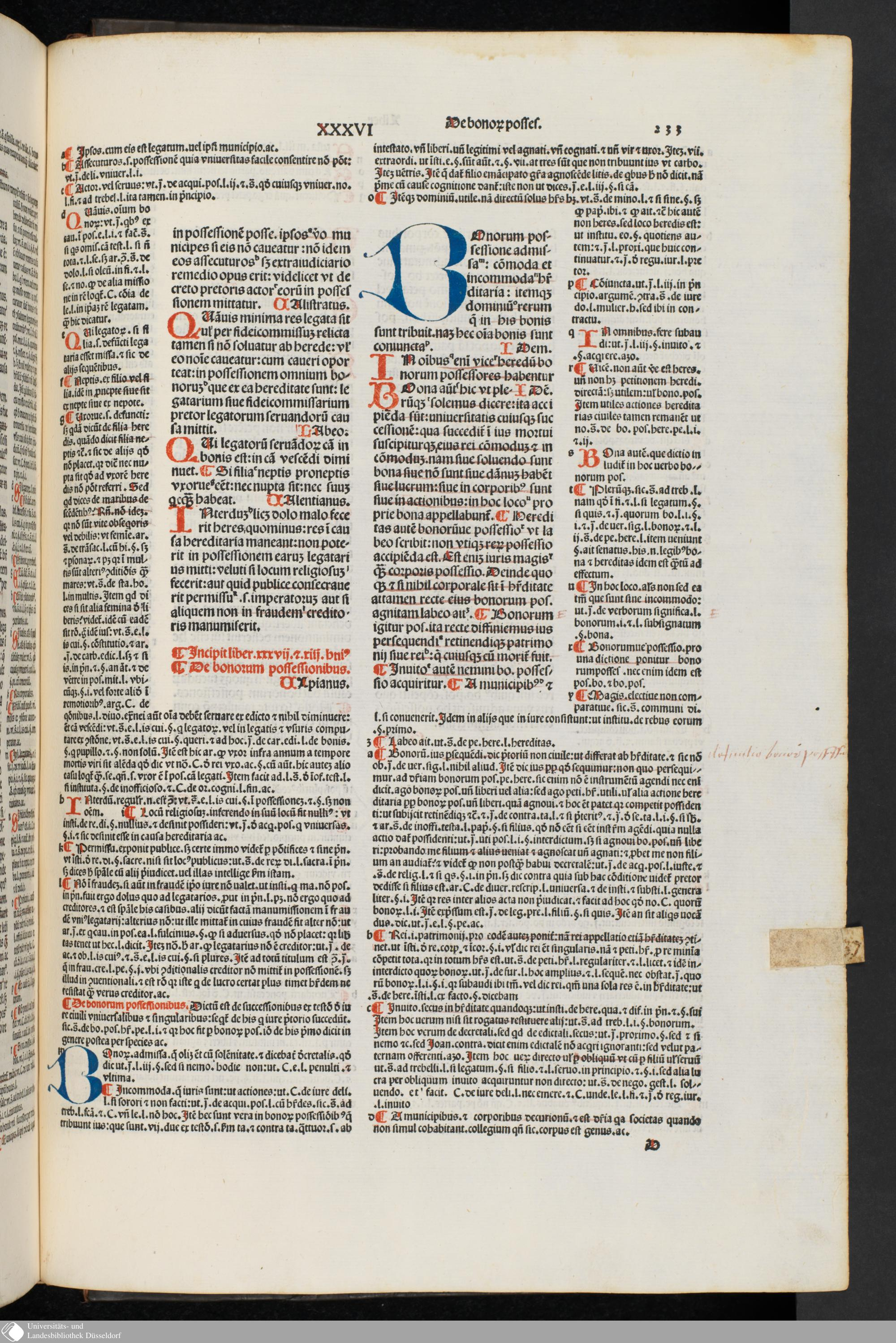
アックルシウスによる『註釈集』付きの『ローマ大全』（ユスティニアヌス文書）（1495年版）

### 帰属
- この記事にはパブリックドメインである次の百科事典本文を含む: Herbermann, Charles, ed. (1913). "Francesco Accursius". Catholic Encyclopedia. New York: Robert Appleton Company.